# Campionatul Mondial de Fotbal 2022 – Grupa D
Grupa D de la Campionatul Mondial de Fotbal 2022 a avut loc în perioada 22-30 noiembrie 2022. Grupa a fost alcătuită din Franța, Australia, Danemarca și Tunisia. Clasate pe primele două locuri, Franța și Australia au avansat în runda optimilor. Australia, Danemarca și Franța s-au aflat în aceeași grupă la precedenta Cupă Mondială.

### Echipe
| Poziția tragerii | Echipa    | Urnă | Confederația | Metoda calificării                     | Data calificării  | Apariții în turneul final | Ultima apariție | Cea mai bună performanță             | Clasamentul FIFA | Clasamentul FIFA |
| Poziția tragerii | Echipa    | Urnă | Confederația | Metoda calificării                     | Data calificării  | Apariții în turneul final | Ultima apariție | Cea mai bună performanță             | Martie 2022      | October 2022     |
| ---------------- | --------- | ---- | ------------ | -------------------------------------- | ----------------- | ------------------------- | --------------- | ------------------------------------ | ---------------- | ---------------- |
| D1               | Franța    | 1    | UEFA         | Câștigătoarea Grupei D UEFA            | 13 noiembrie 2021 | 16                        | 2018            | Câștigătoare (1998, 2018)            | 3                | 4                |
| D2               | Australia | 4    | AFC          | Câștigătoarea barajului AFC v CONMEBOL | 13 iunie 2022     | 6                         | 2018            | Optimi de finală (2006)              | 42               | 38               |
| D3               | Danemarca | 2    | UEFA         | Câștigătoarea Grupei F UEFA            | 12 octombrie 2021 | 6                         | 2018            | Sferturi de finală (1998)            | 11               | 10               |
| D4               | Tunisia   | 3    | CAF          | Câștigătoarea Rundei a treia CAF       | 29 martie 2022    | 6                         | 2018            | Grupe (1978, 1998, 2002, 2006, 2018) | 35               | 30               |

Note
1. ↑  Clasamentul din martie 2022 a fost folosit pentru tragerea la sorți.
2. 1 2  Deoarece identitatea câștigătoarei play-off-ului AFC vs. CONMEBOL nu era cunoscută la momentul tragerii la sorți finale, pozițiile din clasamentul FIFA nu au fost luate în considerare, iar ocupanta locului la tragerea la sorți a fost repartizată automat în urna 4.[4]

## Clasament
| Loc | Echipa    | MJ | V | E | Î | GM | GP | DG | Pct | Calificare                      |
| --- | --------- | -- | - | - | - | -- | -- | -- | --- | ------------------------------- |
| 1   | Franța    | 3  | 2 | 0 | 1 | 6  | 3  | +3 | 6   | Avansează în Runda eliminatorie |
| 2   | Australia | 3  | 2 | 0 | 1 | 3  | 4  | −1 | 6   | Avansează în Runda eliminatorie |
| 3   | Tunisia   | 3  | 1 | 1 | 1 | 1  | 1  | 0  | 4   |                                 |
| 4   | Danemarca | 3  | 0 | 1 | 2 | 1  | 3  | −2 | 1   |                                 |

## Meciurile
Toate orele sunt listate la ora României.

### Danemarca vs Tunisia
| Danemarca | 0–0    | Tunisia |
| --------- | ------ | ------- |
|           | Raport |         |

| Danemarca | Tunisia |

| P               | 1  | Kasper Schmeichel     |     |       |
| FC              | 2  | Joachim Andersen      |     |       |
| FC              | 4  | Simon Kjær (c)        |     | 65'   |
| FC              | 6  | Andreas Christensen   |     |       |
| MD              | 8  | Thomas Delaney        |     | 45+1' |
| MC              | 23 | Pierre-Emile Højbjerg |     |       |
| MC              | 10 | Christian Eriksen     |     |       |
| MR              | 13 | Rasmus Kristensen     | 24' |       |
| ML              | 5  | Joakim Mæhle          |     |       |
| A               | 11 | Andreas Skov Olsen    |     | 65'   |
| A               | 12 | Kasper Dolberg        |     | 65'   |
| Înlocuiri:      |    |                       |     |       |
| M               | 14 | Mikkel Damsgaard      |     | 45+1' |
| A               | 21 | Andreas Cornelius     |     | 65'   |
| M               | 7  | Mathias Jensen        | 78' | 65'   |
| M               | 25 | Jesper Lindstrøm      |     | 65'   |
| Manager:        |    |                       |     |       |
| Kasper Hjulmand |    |                       |     |       |

| P           | 16 | Aymen Dahmen          |     |     |
| F           | 6  | Dylan Bronn           |     |     |
| F           | 4  | Yassine Meriah        |     |     |
| F           | 3  | Montassar Talbi       |     |     |
| MR          | 20 | Mohamed Dräger        |     | 88' |
| MC          | 17 | Ellyes Skhiri         |     |     |
| MC          | 14 | Aïssa Laïdouni        |     | 88' |
| ML          | 24 | Ali Abdi              |     |     |
| MO          | 25 | Anis Ben Slimane      |     | 67' |
| MO          | 7  | Youssef Msakni (c)    |     | 80' |
| A           | 9  | Issam Jebali          |     | 80' |
| Înlocuiri:  |    |                       |     |     |
| A           | 23 | Naïm Sliti            |     | 67' |
| M           | 8  | Hannibal Mejbri       |     | 80' |
| A           | 11 | Taha Yassine Khenissi | 86' | 80' |
| F           | 21 | Wajdi Kechrida        |     | 88' |
| M           | 13 | Ferjani Sassi         |     | 88' |
| Manager:    |    |                       |     |     |
| Jalel Kadri |    |                       |     |     |

| Jucătorul meciului: Aïssa Laïdouni (Tunisia) Arbitri asistenți: Alberto Morín (Mexic) Miguel Hernández (Mexic) Al patrulea oficial: Saíd Martínez (Honduras) Arbitru asistent rezervă: Walter López (Honduras) Arbitru asistent VAR: Fernando Guerrero (Mexic) Arbitri asistenți video: Armando Villarreal (SUA) Gabriel Chade (Argentina) Juan Martínez Munuera (Spania) Arbitri asistenți video: Mahmoud Abouelregal (Egipt) |

### Franța vs Australia
| Franța                                      | 4–1    | Australia    |
| ------------------------------------------- | ------ | ------------ |
| - Rabiot 27' - Giroud 32', 71' - Mbappé 68' | Raport | - Goodwin 9' |

| Franța | Australia |

| P                | 1  | Hugo Lloris (c)     |  |     |
| FD               | 2  | Benjamin Pavard     |  | 89' |
| FC               | 18 | Dayot Upamecano     |  |     |
| FC               | 24 | Ibrahima Konaté     |  |     |
| FS               | 21 | Lucas Hernandez     |  | 13' |
| MC               | 14 | Adrien Rabiot       |  |     |
| MC               | 8  | Aurélien Tchouaméni |  | 77' |
| MR               | 11 | Ousmane Dembélé     |  | 77' |
| MO               | 7  | Antoine Griezmann   |  |     |
| MS               | 10 | Kylian Mbappé       |  |     |
| A                | 9  | Olivier Giroud      |  | 89' |
| Înlocuiri:       |    |                     |  |     |
| F                | 22 | Théo Hernandez      |  | 13' |
| M                | 13 | Youssouf Fofana     |  | 77' |
| A                | 20 | Kingsley Coman      |  | 77' |
| F                | 5  | Jules Koundé        |  | 89' |
| A                | 26 | Marcus Thuram       |  | 89' |
| Manager:         |    |                     |  |     |
| Didier Deschamps |    |                     |  |     |

| P             | 1  | Mathew Ryan (c)    |       |     |
| FD            | 3  | Nathaniel Atkinson |       | 85' |
| FC            | 19 | Harry Souttar      |       |     |
| FC            | 4  | Kye Rowles         |       |     |
| FS            | 16 | Aziz Behich        |       |     |
| MD            | 13 | Aaron Mooy         | 90+5' |     |
| MR            | 23 | Craig Goodwin      |       | 73' |
| MC            | 14 | Riley McGree       |       | 73' |
| MC            | 22 | Jackson Irvine     | 80'   | 85' |
| MS            | 7  | Mathew Leckie      |       |     |
| A             | 15 | Mitchell Duke      | 55'   | 56' |
| Înlocuiri:    |    |                    |       |     |
| A             | 25 | Jason Cummings     |       | 56' |
| A             | 11 | Awer Mabil         |       | 73' |
| A             | 21 | Garang Kuol        |       | 73' |
| M             | 26 | Keanu Baccus       |       | 85' |
| F             | 2  | Miloš Degenek      |       | 85' |
| Manager:      |    |                    |       |     |
| Graham Arnold |    |                    |       |     |

| Jucătorul meciului: Kylian Mbappé (Franța) Arbitri asistenți: Zakhele Siwela (Africa de Sud) Souru Phatsoane (Lesotho) Al patrulea oficial: Salima Mukansanga (Rwanda) Arbitru asistent rezervă: Kathryn Nesbitt (SUA) Arbitru asistent VAR: Drew Fischer (Canada) Arbitri asistenți video: Adil Zourak (Maroc) Kyle Atkins (SUA) Marco Fritz (Germania) Arbitri asistenți video: Corey Parker (SUA) |

### Tunisia vs Australia
| Tunisia | 0–1    | Australia  |
| ------- | ------ | ---------- |
|         | Raport | - Duke 23' |

| Tunisia | Australia |

| P           | 16 | Aymen Dahmen          |       |     |
| FC          | 6  | Dylan Bronn           |       | 73' |
| FC          | 4  | Yassine Meriah        |       |     |
| FC          | 3  | Montassar Talbi       |       |     |
| MD          | 20 | Mohamed Dräger        |       | 46' |
| MC          | 17 | Ellyes Skhiri         |       |     |
| MC          | 14 | Aïssa Laïdouni        | 26'   | 67' |
| ML          | 24 | Ali Abdi              | 64'   |     |
| MO          | 23 | Naïm Sliti            |       |     |
| MO          | 7  | Youssef Msakni (c)    |       |     |
| A           | 9  | Issam Jebali          |       | 73' |
| Înlocuiri:  |    |                       |       |     |
| M           | 13 | Ferjani Sassi         | 90+3' | 46' |
| A           | 10 | Wahbi Khazri          |       | 67' |
| F           | 21 | Wajdi Kechrida        |       | 73' |
| A           | 11 | Taha Yassine Khenissi |       | 73' |
| Manager:    |    |                       |       |     |
| Jalel Kadri |    |                       |       |     |

| p             | 1  | Mathew Ryan (c) |  |     |
| FD            | 5  | Fran Karačić    |  | 75' |
| FC            | 19 | Harry Souttar   |  |     |
| FC            | 4  | Kye Rowles      |  |     |
| FS            | 16 | Aziz Behich     |  |     |
| MD            | 13 | Aaron Mooy      |  |     |
| MC            | 22 | Jackson Irvine  |  |     |
| MC            | 14 | Riley McGree    |  | 64' |
| A             | 7  | Mathew Leckie   |  | 85' |
| A             | 15 | Mitchell Duke   |  | 64' |
| A             | 23 | Craig Goodwin   |  | 85' |
| Înlocuiri:    |    |                 |  |     |
| A             | 9  | Jamie Maclaren  |  | 64' |
| M             | 10 | Ajdin Hrustic   |  | 64' |
| F             | 2  | Miloš Degenek   |  | 75' |
| A             | 11 | Awer Mabil      |  | 85' |
| M             | 26 | Keanu Baccus    |  | 85' |
| Manager:      |    |                 |  |     |
| Graham Arnold |    |                 |  |     |

| Jucătorul meciului: Mitchell Duke (Australia) Arbitri asistenți: Rafael Foltyn (Germania) Jan Seidel (Germania) Al patrulea oficial: Saíd Martínez (Honduras) Arbitru asistent rezervă: Karen Díaz Medina (Mexic) Arbitru asistent VAR: Bastian Dankert (Germania) Arbitri asistenți video: Marco Fritz (Germania) Corey Parker (SUA) Pol van Boekel (Țările de Jos) Arbitri asistenți video: Kathryn Nesbitt (SUA) |

### Franța vs Danemarca
| Franța            | 2–1    | Danemarca            |
| ----------------- | ------ | -------------------- |
| - Mbappé 61', 86' | Raport | - A. Christensen 68' |

| Franța | Danemarca |

| GK               | 1  | Hugo Lloris (c)     |     |       |
| RB               | 5  | Jules Koundé        | 43' |       |
| CB               | 4  | Raphaël Varane      |     | 75'   |
| CB               | 18 | Dayot Upamecano     |     |       |
| LB               | 22 | Théo Hernandez      |     |       |
| CM               | 8  | Aurélien Tchouaméni |     |       |
| CM               | 14 | Adrien Rabiot       |     |       |
| RW               | 11 | Ousmane Dembélé     |     | 75'   |
| AM               | 7  | Antoine Griezmann   |     | 90+3' |
| LW               | 10 | Kylian Mbappé       |     |       |
| CF               | 9  | Olivier Giroud      |     | 63'   |
| Înlocuiri:       |    |                     |     |       |
| FW               | 26 | Marcus Thuram       |     | 63'   |
| FW               | 20 | Kingsley Coman      |     | 75'   |
| DF               | 24 | Ibrahima Konaté     |     | 75'   |
| MF               | 13 | Youssouf Fofana     |     | 90+3' |
| Manager:         |    |                     |     |       |
| Didier Deschamps |    |                     |     |       |

| GK              | 1  | Kasper Schmeichel (c) |     |       |
| CB              | 2  | Joachim Andersen      |     |       |
| CB              | 6  | Andreas Christensen   | 20' |       |
| CB              | 3  | Victor Nelsson        |     |       |
| RM              | 13 | Rasmus Kristensen     |     | 90+2' |
| CM              | 23 | Pierre-Emile Højbjerg |     |       |
| CM              | 10 | Christian Eriksen     |     |       |
| LM              | 5  | Joakim Mæhle          |     |       |
| RW              | 25 | Jesper Lindstrøm      |     | 85'   |
| LW              | 14 | Mikkel Damsgaard      |     | 73'   |
| CF              | 21 | Andreas Cornelius     | 23' | 46'   |
| Înlocuiri:      |    |                       |     |       |
| FW              | 9  | Martin Braithwaite    |     | 46'   |
| FW              | 12 | Kasper Dolberg        |     | 73'   |
| MF              | 15 | Christian Nørgaard    |     | 85'   |
| DF              | 26 | Alexander Bah         |     | 90+2' |
| Manager:        |    |                       |     |       |
| Kasper Hjulmand |    |                       |     |       |

| Jucătorul meciului: Kylian Mbappé (Franța) Arbitri asistenți: Paweł Sokolnicki (Polonia) Tomasz Listkiewicz (Polonia) Al patrulea oficial: Ma Ning (China) Arbitru asistent rezervă: Cao Yi (China) Arbitru asistent VAR: Tomasz Kwiatkowski (Polonia) Arbitri asistenți video: Juan Martínez Munuera (Spania) Taleb Al-Marri (Qatar) Alejandro Hernández Hernández (Spania) Arbitri asistenți video: Mohamed Al-Hammadi (EAU) |

### Australia vs Danemarca
| Australia    | 1–0    | Danemarca |
| ------------ | ------ | --------- |
| - Leckie 60' | Raport |           |

| Australia | Danemarca |

| P             | 1  | Mathew Ryan (c) |     |     |
| FD            | 2  | Miloš Degenek   | 57' |     |
| FC            | 19 | Harry Souttar   |     |     |
| FC            | 4  | Kye Rowles      |     |     |
| FS            | 16 | Aziz Behich     | 4'  |     |
| MD            | 7  | Mathew Leckie   |     | 89' |
| MC            | 13 | Aaron Mooy      |     |     |
| MC            | 22 | Jackson Irvine  |     |     |
| MS            | 23 | Craig Goodwin   |     | 46' |
| A             | 14 | Riley McGree    |     | 74' |
| A             | 15 | Mitchell Duke   |     | 82' |
| Înlocuiri:    |    |                 |     |     |
| M             | 26 | Keanu Baccus    |     | 46' |
| F             | 8  | Bailey Wright   |     | 74' |
| A             | 9  | Jamie Maclaren  |     | 82' |
| M             | 10 | Ajdin Hrustic   |     | 89' |
| Manager:      |    |                 |     |     |
| Graham Arnold |    |                 |     |     |

| P               | 1  | Kasper Schmeichel     |     |     |
| FD              | 13 | Rasmus Kristensen     |     | 46' |
| FC              | 2  | Joachim Andersen      |     |     |
| FC              | 6  | Andreas Christensen   |     |     |
| FS              | 5  | Joakim Mæhle          |     | 69' |
| MD              | 23 | Pierre-Emile Højbjerg |     |     |
| MC              | 7  | Mathias Jensen        |     | 59' |
| MC              | 10 | Christian Eriksen (c) |     |     |
| A               | 11 | Andreas Skov Olsen    |     | 69' |
| A               | 9  | Martin Braithwaite    |     | 59' |
| A               | 25 | Jesper Lindstrøm      |     |     |
| Înlocuiri:      |    |                       |     |     |
| F               | 26 | Alexander Bah         |     | 46' |
| A               | 12 | Kasper Dolberg        |     | 59' |
| M               | 14 | Mikkel Damsgaard      |     | 59' |
| M               | 24 | Robert Skov           | 75' | 69' |
| A               | 21 | Andreas Cornelius     |     | 69' |
| Manager:        |    |                       |     |     |
| Kasper Hjulmand |    |                       |     |     |

| Jucătorul meciului: Mathew Leckie (Australia) Arbitri asistenți: Mokrane Gourari (Algeria) Abdelhak Etchiali (Algeria) Al patrulea oficial: Maguette Ndiaye (Senegal) Arbitru asistent rezervă: Djibril Camara (Senegal) Arbitru asistent VAR: Mauro Vigliano (Argentina) Arbitri asistenți video: Nicolás Gallo (Columbia) Gabriel Chade (Argentina) Adil Zourak (Maroc) Arbitri asistenți video: Ezequiel Brailovsky (Argentina) |

### Tunisia vs Franța
| Tunisia      | 1–0    | Franța |
| ------------ | ------ | ------ |
| - Khazri 58' | Raport |        |

| Tunisia | Franța |

| P           | 16 | Aymen Dahmen             |     |     |
| FC          | 4  | Yassine Meriah           |     |     |
| FC          | 5  | Nader Ghandri            |     |     |
| FC          | 3  | Montassar Talbi          |     |     |
| MD          | 21 | Wajdi Kechrida           | 28' |     |
| MC          | 17 | Ellyes Skhiri            |     |     |
| MC          | 14 | Aïssa Laïdouni           |     |     |
| MS          | 12 | Ali Maâloul              |     |     |
| AD          | 25 | Anis Ben Slimane         |     | 83' |
| AS          | 15 | Mohamed Ali Ben Romdhane |     | 74' |
| A           | 10 | Wahbi Khazri (c)         |     | 60' |
| Înlocuiri:  |    |                          |     |     |
| A           | 9  | Issam Jebali             |     | 60' |
| M           | 18 | Ghailene Chaalali        |     | 74' |
| F           | 24 | Ali Abdi                 |     | 83' |
| Manager:    |    |                          |     |     |
| Jalel Kadri |    |                          |     |     |

| P                | 16 | Steve Mandanda      |  |     |
| FD               | 3  | Axel Disasi         |  |     |
| FC               | 4  | Raphaël Varane (c)  |  | 63' |
| FC               | 24 | Ibrahima Konaté     |  |     |
| FS               | 25 | Eduardo Camavinga   |  |     |
| MD               | 13 | Youssouf Fofana     |  | 73' |
| MC               | 8  | Aurélien Tchouaméni |  |     |
| MC               | 15 | Jordan Veretout     |  | 63' |
| MS               | 6  | Matteo Guendouzi    |  | 79' |
| A                | 20 | Kingsley Coman      |  | 63' |
| A                | 12 | Randal Kolo Muani   |  |     |
| Înlocuiri:       |    |                     |  |     |
| F                | 17 | William Saliba      |  | 63' |
| A                | 10 | Kylian Mbappé       |  | 63' |
| M                | 14 | Adrien Rabiot       |  | 63' |
| A                | 7  | Antoine Griezmann   |  | 73' |
| A                | 11 | Ousmane Dembélé     |  | 79' |
| Manager:         |    |                     |  |     |
| Didier Deschamps |    |                     |  |     |

| Jucătorul meciului: Wahbi Khazri (Tunisia) Arbitri asistenți: Mark Rule (Noua Zeelandă) Tevita Makasini (TongaTonga) Al patrulea oficial: Salima Mukansanga (Rwanda) Arbitru asistent rezervă: Neuza Back (Brazilia) Arbitru asistent VAR: Abdulla Al-Marri (Qatar) Arbitri asistenți video: Muhammad Taqi (Singapore) Taleb Al-Marri (Qatar) Fernando Guerrero (Mexic) Arbitri asistenți video: Saud Al-Maqaleh (Qatar) |

## Disciplină
Punctele fair-play urmau să fie folosite ca departajare în cazul în care echipele ar fi fost la egalitate în clasamentul din grupă și în meciul direct. Acestea au fost calculate pe baza cartonașelor galbene și roșii primite în toate meciurile din grupe, după cum urmează: 
- Primul cartonaș galben: -1 punct;
- Cartonaș roșu indirect (al doilea cartonaș galben): -3 puncte;
- Cartonaș roșu direct: -4 puncte;
- Cartonaș galben și cartonaș roșu direct: -5 puncte;

Doar una dintre penalizările de mai sus se aplică unui jucător într-un singur meci.
| Echipa    | Meciul 1        | Meciul 1                               | Meciul 1      | Meciul 1                        | Meciul 2        | Meciul 2                               | Meciul 2      | Meciul 2                        | Meciul 3        | Meciul 3                               | Meciul 3      | Meciul 3                        | Puncte |
| Echipa    | Cartonaș galben | Cartonaș galben · Cartonaș galben-roșu | Cartonaș roșu | Cartonaș galben · Cartonaș roșu | Cartonaș galben | Cartonaș galben · Cartonaș galben-roșu | Cartonaș roșu | Cartonaș galben · Cartonaș roșu | Cartonaș galben | Cartonaș galben · Cartonaș galben-roșu | Cartonaș roșu | Cartonaș galben · Cartonaș roșu | Puncte |
| --------- | --------------- | -------------------------------------- | ------------- | ------------------------------- | --------------- | -------------------------------------- | ------------- | ------------------------------- | --------------- | -------------------------------------- | ------------- | ------------------------------- | ------ |
| Franța    |                 |                                        |               |                                 | 1               |                                        |               |                                 |                 |                                        |               |                                 | –1     |
| Australia | 3               |                                        |               |                                 |                 |                                        |               |                                 | 2               |                                        |               |                                 | –5     |
| Danemarca | 2               |                                        |               |                                 | 2               |                                        |               |                                 | 1               |                                        |               |                                 | –5     |
| Tunisia   | 1               |                                        |               |                                 | 3               |                                        |               |                                 | 1               |                                        |               |                                 | –5     |

## Legături externe
- Site web oficial